# Большой Кулеял
Большой Кулеял (мар. Кугорнӱмбал Шале) — деревня в Моркинском районе Республики Марий Эл. Входит в состав Шалинского сельского поселения.

## География
Находится в юго-восточной части республики Марий Эл на расстоянии приблизительно 6 км по прямой на юго-запад от районного центра посёлка Морки.

## История
Известна с 1795 года как выселок Кулъял из деревни Большие Шали, где было 19 дворов. В 1859 году в деревне проживало 274 человека в 37 дворах, в 1895 году 248 человек, в 1924 242 человека, мари. В 1959 году оставались 43 хозяйства. В советское время работали колхозы «Тумер», «Москва», «Родина».

## Население
Население составляло 118 человек (мари 100 %) в 2002 году, 96 в 2010.